# Floorball-Verband Baden-Württemberg
Der Floorball-Verband Baden-Württemberg (abgekürzt: Floorball BW) ist der Floorball-Verband des Bundeslandes Baden-Württemberg. Floorball-BW ist Mitglied im Floorball-Verband Deutschland und seit 2017 im Badischen Sportbund Nord.

## Zweck des Verbandes
Zu den Aufgaben des Vereines gehören die Planung und Durchführung des Ligabetriebs für das Bundesland Baden-Württemberg.

## Spielbetrieb
In der Saison 2020/21 werden sieben Ligen im Spielbetrieb angeboten, des Weiteren finden regelmäßig BW - Cups statt.
- Regionalliga Süd, Staffel BW (GF)
- Verbandsliga Baden-Württemberg (KF)
- Regionalliga Südw Damen (KF) (zusammen mit Floorball-Verband Bayern)
- Regionalliga Südwest U17 Junioren (KF)
- Regionalliga Südwest U15 Junioren (KF)
- Regionalliga Südwest U13 Junioren (KF)
- Regionalliga Südwest U11 Junioren (KF)